# 科隆塔

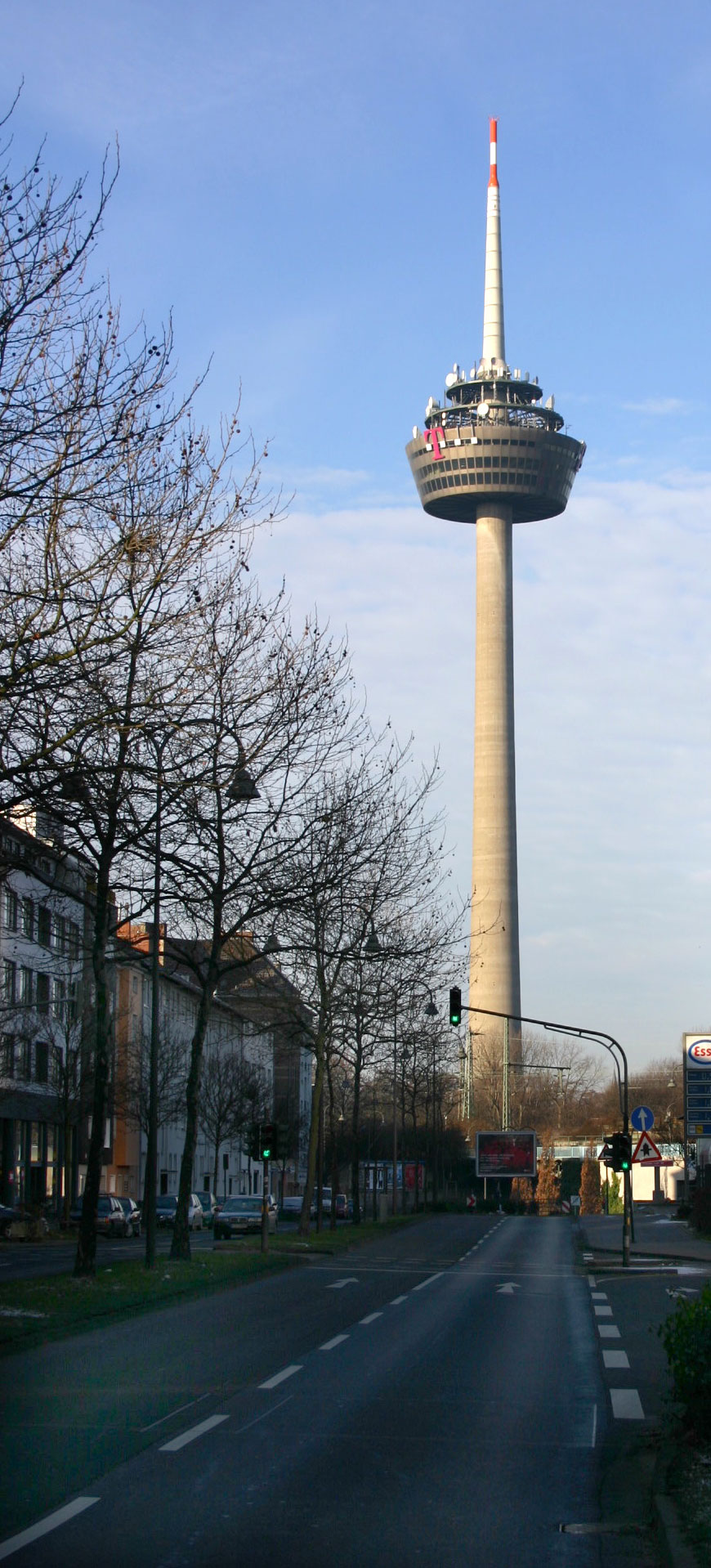
科隆塔

科隆塔（Colonius）是德國城市科隆的一座電訊塔建築，竣工於1981年。科隆塔除了提供VHF無線電中繼的天線功能之外，還擁有餐廳和觀景台。但由於缺少承租人，遊客區目前對外關閉。在竣工時，科隆塔高252.9米。2004年，科隆塔增設電線，塔高達266米，使得科隆塔足以發射科隆/波恩地區的數位電視訊號。

## 外部連結
- Structurae数据库中Colonius的数据

50°56′50″N 6°55′55″E / 50.94722°N 6.93194°E